# Xenotrichini
Gli Xenotrichini sono una tribù estinta di primati platirrini vissuta in America centrale. In particolare, tutte e quattro le specie attualmente ascritte alla tribù sono vissute nelle Grandi Antille.
Di queste quattro specie, solo una (la scimmia di Hispaniola) pare essere sopravvissuta fino all'arrivo dei coloni europei, mentre le altre sono andate incontro all'estinzione poco prima dell'arrivo di questi ultimi, per cause ancora sconosciute.

## Tassonomia
Inizialmente, il piazzamento delle varie specie appariva incerto, poiché si era più propensi a ritenere questi animali come evolutisi a partire dalle scimmie del Vecchio Mondo, seguendo una linea evolutiva parallela a quella delle platirrine, delle quali non erano considerate come facenti parte.

In seguito, con la scoperta di una nuova specie sull'isola di Hispaniola, gli studiosi cominciarono a ritenere questi animali una forma endemica di Aotidi piuttosto che scimmie arcaiche evolutesi per proprio conto. Attualmente, la tribù viene ascritta alla sottofamiglia dei Callicebinae, nell'ambito della quale è considerata un gruppo gemello della tribù Callicebini, rispetto ai quali gli Xenotrichini presentano una conformazione del cranio e della mandibola leggermente diversa, oltre che una riduzione del numero di denti.
Attualmente, vengono riconosciute quattro specie ascrivibili alla tribù:
- Sottofamiglia Callicebinae
  - Tribù Xenotrichini
    - Genere Antillothrix - scimmia di Hispaniola (1 specie)
    - Genere Paralouatta - scimmia cubana (2 specie)
    - Genere Xenothrix - scimmia giamaicana (1 specie)